# Stazione di Salassa
La stazione di Salassa è una fermata ferroviaria posta sulla ferrovia Canavesana. Serve il centro abitato di Salassa, nella città metropolitana di Torino.
Precedemente gestita dal Gruppo Torinese Trasporti (GTT), dal 1 gennaio 2024 è gestita da Rete Ferroviaria Italiana (RFI).

## Movimento
La stazione era servita dai treni regionali in servizio sulla relazione denominata Linea 1 del Servizio Ferroviario Metropolitano di Torino operata da GTT nell'ambito del contratto di servizio stipulato con la Regione Piemonte. Dal mese di novembre 2020 il servizio è sostituito da autobus fino all'elettrificazione della restante ferrovia ed entrata in servizio dei treni regionali di Trenitalia.